# Whittlesea City
Whittlesea City is een Local Government Area (LGA) in Australië in de staat Victoria. Whittlesea City telt 130.171 inwoners. De hoofdplaats is South Morang.